# Matteo Mancuso
Matteo Mancuso (nacido el 22 de noviembre de 1996 en Palermo, Sicilia) es un guitarrista y compositor italiano de jazz y rock. Es reconocido por su técnica de mano derecha, similar a la usada en el flamenco y en la guitarra clásica, que aplica a la guitarra eléctrica, y por su forma de improvisar solos sin usar púa. Ha sido elogiado por guitarristas como Steve Vai, Al Di Meola y Joe Bonamassa, quienes lo consideran uno de los talentos más innovadores de la guitarra eléctrica.
En 2023 publicó su primer álbum de estudio, The Journey.

## Biografía
Mancuso nació en Palermo en 1996 y comenzó a tocar la guitarra a los diez años, guiado por su padre Vincenzo, también guitarrista y productor musical. A los once años realizó sus primeras presentaciones en vivo.
En 2017, tras su actuación en el Umbría Jazz Festival, obtuvo una beca para estudiar en el Berklee College of Music de Boston. Más tarde se graduó con honores en guitarra jazz en el Conservatorio de Palermo.

## Carrera
En 2009, con solo doce años, actuó en el Castelbuono Jazz Festival en Sicilia. Posteriormente participó en festivales internacionales como el NAMM Show en Anaheim (2019 y 2024), el Asia International Guitar Festival en Bangkok y el Hard Rock Guitar Battle en Pattaya. También realizó clínicas de guitarra en Moscú, San Petersburgo y Perm.
En 2017 fundó el trío SNIPS, junto a Salvatore Lima (batería) y Riccardo Oliva (bajo), dedicado al jazz fusión y conocido por sus versiones de estándares y composiciones originales. En 2020 formó el Matteo Mancuso Trio, con Stefano India (bajo) y Giuseppe Bruno (batería).
En 2022 fue invitado por Al Di Meola al Eddie Lang Jazz Festival y tocó con la banda italiana PFM en el Estival Jazz de Lugano. PFM publicó el álbum doble The Event – Live in Lugano, con Mancuso como guitarrista.
En 2024 fue artista destacado en el campamento "Vai Academy 7.0" de Steve Vai en Orlando (Florida).

## Estilo
Mancuso utiliza una técnica de mano derecha con los dedos índice y medio, similar a la guitarra clásica y al flamenco, sin púa. Ha sido calificado como virtuoso por músicos como Al Di Meola, Steve Vai, Joe Bonamassa, Tosin Abasi y Trevor Rabin.

## Discografía
| Año  | Título                               | Tipo             | Sello              |
| ---- | ------------------------------------ | ---------------- | ------------------ |
| 2022 | The Event – Live in Lugano (con PFM) | Álbum en vivo    | PFM                |
| 2023 | The Journey                          | Álbum de estudio | Mascot Label Group |